# Корніцел
Корніцел (рум. Cornițel) — село у повіті Біхор в Румунії. Входить до складу комуни Бород.
Село розташоване на відстані 389 км на північний захід від Бухареста, 55 км на схід від Ораді, 76 км на захід від Клуж-Напоки.

## Населення
За даними перепису населення 2002 року у селі проживали 585 осіб, з них 583 особи (99,7%) румунів. Рідною мовою 583 особи (99,7%) назвали румунську.